# Завадинцы (Хмельницкий район)
Завадинцы (укр. Завадинці) — село в Хмельницком районе Хмельницкой области Украины.
Население по переписи 2001 года составляло 661 человек. Почтовый индекс — 32065. Телефонный код — 3251. Занимает площадь 1,7 км². Код КОАТУУ — 6821281602.

## Известные уроженцы
- Хмеловский, Пётр (1848—1904) — польский писатель, историк литературы.

## Местная власть
32000, Хмельницкая обл., Хмельницкий р-н, г. Городок, ул. Грушевского, 53